# Famille Spinelli
La famille Spinelli est une famille de la noblesse italienne originaire de Naples. Ce fut l'une des familles les plus importantes du royaume de Naples, puis du royaume des Deux-Siciles, comptant en son sein de grands feudataires, des hommes politiques, des hommes de lettres, des militaires éminents, des religieux, des évêques et des cardinaux. Cette famille ne doit pas être confondue avec la famille homonyme des Spinelli de Florence.
Il existait aussi à Naples, depuis le Moyen Âge, une famille aristocratique du nom de Spinelli, les Spinelli de Giovinazzo, mais ils possédaient d'autres armoiries et s'éteignirent au XVIIe siècle.

## Histoire
La famille Spinelli est attestée à Naples dès la fin du XIIe siècle, où ils acquirent des positions éminentes et des charges importantes sous l'administration de la dynastie normande. Les Spinelli affermirent leur situation sous les Angevins et encore plus pendant la période espagnole, où ils firent l'acquisition de nombreux fiefs notamment en Calabre.

## Armes et titres

Blason de la famille Spinelli de Naples.

Il existe deux versions concernant leurs armoiries :  
- D'or à l'aigle couronnée de sable, lampassée de gueules, au vol bas, chargée en cœur d'un petit bouclier de champ à la face de gueules chargée de trois épines d'argent à cinq pointes
- D'or à la face de gueules chargée de trois étoiles d'argent

Les Spinelli se divisèrent en plusieurs branches au cours du temps, les plus importantes étant les Spinelli de Tarsia, les Spinelli de Scalea, les Spinelli de Cariati (ou Spinelli Savelli), les Spinelli de San Giorgio, les Spinelli de Fuscaldo (ou Spinelli Barrile). Ils reçurent des titres variés dont ceux de :
- Princes : di Cariati (1565), Marano, Montacuto, Oliveto (1614), Scalea (1556), Sant'Arcangelo, San Giorgio la Montagna (1677), Tarsia (1612), Venafro (1690).
- Ducs : di Aquara (1598), Caivano (1672), Castelluccio (1665), Castrovillari (1526), Laurino (1704), Marianella (1854), Seminara (1559).
- Marquis : d'Altavilla, Buonalbergo (1623), Cirò (1585), Fuscaldo (1565), Laino (1895), Mesuraca (1523 - par succession maison Caracciolo), Romagnano, del Sacro Romano Impero (1623), di Ursonovo, Vico (1598 - par succession maison Caracciolo), Santa Maria a Gallo, Spinoso.
- Comtes : di Acerra (1895), Bianco, Bovalino, Cariati (1505), Santa Cristina, Oppido, Quaranta, Scala, Seminara.

Divers membres de la famille furent décorés de l'ordre de la Toison d'or et devinrent grands d'Espagne. La charge de Grand justicier du royaume de Naples, hiérarchiquement le second des Sept Grands Offices du royaume, fut accordée aux Spinelli de Fuscaldo à partir de 1624 et resta dans la famille, où elle se transmit de manière héréditaire à l'aîné, jusqu'à sa suppression en 1806.

## Palais
Plusieurs palais de Naples appartinrent à cette famille. Ils sont situés dans le cœur historique de la cité parthénopéenne. Les plus importants sont le palazzo Spinelli di Tarsia, le palazzo Spinelli di Cariati, le palazzo Spinelli di Laurino, le palazzo Spinelli a Chiaia et le palazzo Spinelli di Fuscaldo. Ils possédèrent également plusieurs villas autour de Naples, en particulier sur le Miglio d'oro, comme la Villa del Cardinale à Torre del Greco.

## Personnalités
Parmi ses membres illustres, l'on peut distinguer :
- Niccolò Spinelli (1325-1406), homme politique et juriste du XIVe siècle, grand chancelier du royaume de Naples
- Filippo Spinelli (1566-1616), cardinal
- Francesco Maria Spinelli (1686-1752), philosophe
- Giuseppe Spinelli (1694-1763), cardinal, doyen du Sacré Collège
- Fernando Spinelli (1728-1795), cardinal
- Gennaro Spinelli di Cariati (1780-1851), premier ministre du royaume des Deux-Siciles
- Domenico Spinelli (1788-1863), numismate et archéologue
- Antonio Spinelli di Scalea (1795-1884), premier ministre du royaume des Deux-Siciles
- Francesco Lanza Spinelli di Scalea (1834-1919), sénateur du royaume d'Italie

## Alliances
Les principales alliances de la famille Spinelli sont : les Carafa, Caracciolo, Acquaviva d'Aragona, Sanseverino, Ruffo, d'Aquino, Pignatelli, Capece, di Sangro, d'Avalos, di Capua, Gaetani dell'Aquila d'Aragona (en), Filangieri, Filomarino, Tuttavilla, Branciforte, Lanza, d'Orléans, Orsini, Savelli, Borgia, d'Albe, Sanchez de Luna, Doria d'Angri, Doria Pamphili, Imperiale (de Franqueville), Moncada.